# Ласкаво просимо до раю (фільм, 2015)
«Ласкаво просимо до раю» (англ. Vice — порок) — американський фантастичний художній фільм режисера Брайана А. Міллера. Фільм вийшов на екрани США 16 січня 2015 року. У головних ролях — Томас Джейн, Брюс Вілліс, Ембер Чилдерс і Брайан Грінберг.

## Сюжет
Бізнесмен Джуліан Майклс (Брюс Вілліс) володіє супер-атракціоном — містом з жителями-андроїдами, які виглядають, думають і відчувають як люди. Клієнти можуть реалізувати свої найсміливіші фантазії, включаючи насильство і вбивства. Кожен день андроїдам стирають спогади. Андроїд Келлі (Ембер Чилдерс) починає усвідомлювати що відбувається і тікає. Вона виявляється втягнутою в стрілянину між охороною атракціону і поліцейським (Томас Джейн), який одержимий ідеєю закриття міста розваг.
Сценарій має велику схожість з фільмом 1973 року Майкла Крайтона «Дикий Захід».

## Виробництво
21 січня 2014 року було оголошено про початок виробництва і фінансування фільму з бюджетом 15 млн доларів і про участь в ньому Брюса Вілліса. 5 лютого 2014 року було оголошено, що K5 International буде продавати фільм на Європейському кіноринку в Берліні. 13 лютого 2014 року стало відомо, що фільм був проданий в 37 країн світу.

### Зйомки
Зйомки фільму почалися 3 квітня 2014 року в Мобіл, штат Алабама.

## Критика
Фільм отримав переважно негативні відгуки критиків. На початку червня 2015 року він мав рейтингові оцінки:
- на Internet Movie Database 4,1 (з 10) на підставі 7304 голосів[4] ;
- на Rotten Tomatoes 2,5 (з 10) на підставі 26 відгуків[5] ;
- на Metacritic 17 (з 100) на підставі 14 оглядів[6] .